# 龍驤 (コルベット)

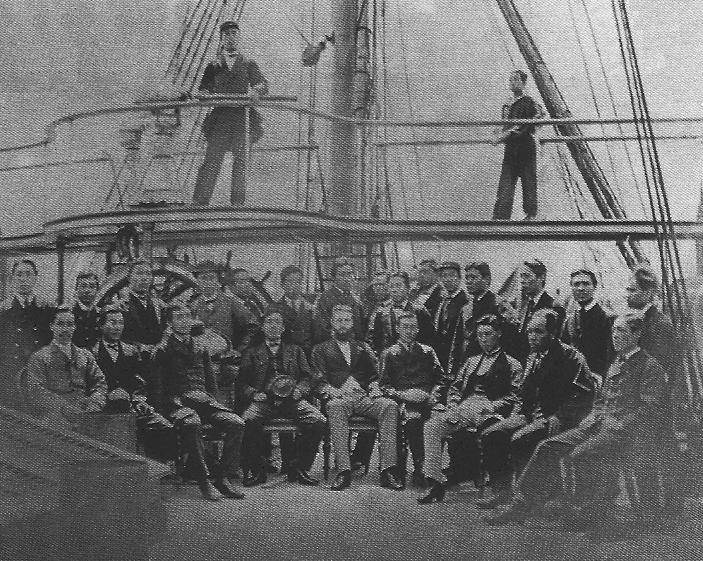
龍驤艦上の訓練生、1871年頃

龍驤（りゅうじょう）は、大日本帝国海軍の軍艦。木造鉄帯の装甲コルベット。

## 概要
明治3年熊本藩から明治新政府に献上され、装甲艦扶桑の就役まで日本海軍の旗艦としての役割を果たし、明治5年（1872年）には明治天皇の座乗艦として西国巡幸に使われた。佐賀の乱、台湾出兵、西南戦争に従軍した。
驤は訓読みであがると読み、龍驤は「龍が天に昇る様子」、つまり「龍が天に昇るように勢いのある様子」を意味する。

## 艦型
汽帆併用の3檣シップ型コルベット。木造船体で舷側に114mmの装甲帯をもっていた。木造鉄帯ではあるが、当時の日本海軍唯一の錬鉄製の装甲艦である東（甲鉄）は1,358トン、主力として使われた木造スループ日進は1,468トン、旧式艦ではあったが龍驤の次に大きい筑波でも1,947トン、それ以外の軍艦も1,000トン前後のものはわずか数隻に過ぎず、大半の軍艦や運輸船は100トンから500トン程度であったため、2,500トンを超える当時の日本海軍最大の艦である龍驤が主力艦として実質的な旗艦の役割を務めることとなった。類別は東、筑波と同様の三等軍艦であった。なお、一等軍艦および二等軍艦は海軍発足時には存在せず、日進は四等軍艦であった。

### 要目
右表の要目は、主に大正6年『公文備考』に収録の龍驤略歴と『帝国海軍機関史』による。その他の文献による要目（主に主要寸法と排水量）は以下の通り。
- 『日本近世造船史 明治時代』（1911年）:排水量2,530噸、長さ211 ft (64.31 m)、幅41 ft (12.50 m)[5]
- 『日本軍艦史』（1995年）:排水量2,571トン、長さ64.5m、幅12.5m、吃水6m[16]
- 『日本海軍史』（1995年）:排水量2,530、長さ65.9m、幅12.8m、吃水6m[18]

## 艦歴

### 建造
慶応元年（1865年）、熊本藩藩主の命によりイギリス・アバディーンの造船所へ注文。元治元年1月（1864年2月頃）に進水。明治2年7月24日（1869年8月31日）
あるいは明治3年（1870年）に竣工した。一方、イギリス側の記録によると、トーマス・グラバーの発注によりアバディーンのアレクサンダー・ホール＆カンパニーにてJHO SHO MARU（じょうしょうまる、漢字表記は一説によると「常昭丸」、また「上昇丸」とも）の名で建造され、1869年3月27日（旧暦2月15日）に進水、8月11日（旧暦7月4日）に竣工した。

### 明治3年
1870年1月7日に長崎に到着し、明治3年3月（1870年4月）イギリス人長崎商人トーマスブレッキグロウヴァル）から熊本藩が購入、「龍驤（りょうしょう）」と命名、後に読みは「りゅうじょう」と変化した。
同3月に熊本藩から明治政府に献納の申し出が出され、4月12日付（新暦5月12日）で太政官より受け取る旨の返答があった。
5月8日（新暦6月6日）に品川沖で領収、あるいは翌年の明治4年（1871年）5月に献上され、兵部省所管となった。『海軍省報告書』によると4月12日（1870年5月12日）に熊本藩から献上とされている。
明治3年（1870年）閏10月に横浜港にてイギリス海軍海兵大尉ホースを雇い、各艦から選抜された砲手の砲撃訓練を行った。
明治3年7月（1870年8月頃）に普仏戦争が勃発し、中立を守るために太政官は7月28日（新暦8月24日）に小艦隊3隊を編成、龍驤と電流丸、延年丸の3隻は中牟田武臣（龍驤乗艦）の指揮で長崎港に派遣された。翌明治4年3月7日（1871年4月26日）に警備は解かれた。

### 明治4年
明治4年（1871年）から翌年に明治天皇が横須賀や品川沖などで海軍天覧した際に御召艦になった。
明治4年3月（1871年4月頃）に暴風に遭い機関が故障、12日（新暦5月1日）に帆走で品海に到着した。4月に海軍所湾内に引き入れて大砲、バラスト、石炭などを揚陸した。
5月（新暦6月から7月）に小艦隊が編成され、龍驤も編入された。龍驤、富士山、第一丁卯の3隻は伊東祐麿中佐が指揮することになった。
同年7月9日（新暦8月24日）に東京近辺を暴風が襲い艦船や兵部省の陸上施設などに被害が出た。龍驤は停泊中で船体が損傷、小蒸気船とバージ、箱船の3隻が沈没するなどの被害があった。龍驤は9月3日（新暦10月16日）に修理のため横須賀に入港、同日から約10日間入渠して修理を行った。10月8日（新暦11月20日）、龍驤、日進の2隻に海外派遣の命令が出たが、行われなかった。11月15日（新暦12月26日）に龍驤は三等艦と定められた。

### 明治5年
明治5年の海軍省発足によりそのまま日本海軍の軍艦に移行した。
5月18日（1872年6月23日）時点で中艦隊は日進、孟春、龍驤、第一丁卯、第二丁卯、雲揚、春日、筑波、鳳翔の9隻で編制していた。
明治5年（1872年）の瀬戸内海行幸で御召艦となった。
5月10日（1872年6月15日）、龍驤は西海巡幸の際の御召艦に指定され、5月23日（1872年6月28日）、明治天皇を乗せて他の警護艦と共に品川を出港した。
なお中艦隊指揮兼龍驤艦長として伊東祐麿が乗艦していた。
龍驤は鳥羽、大島、多度津、姫路、下関、呼子、長崎、熊本、鹿児島などを巡幸し、
7月12日（1872年8月15日）、横浜港に帰港した。
9月22日（新暦10月24日）午後4時45分、龍驤、鳳翔、雲揚の艦隊は品海に帰港した。
10月9日（新暦11月9日）、ロシア皇子が来航することになり、龍驤と鳳翔が品海から横浜港に回航した。
ロシア艦隊停泊中は、横浜停泊の各艦がホスト役となった。
10月29日（新暦11月29日）、艦長から水平線鉛板の打ち直しが必要、との申し出があり、
11月2日（新暦12月2日）、横浜から横須賀に回航された。

### 1873年
1873年（明治6年）
2月13日、各港に常備艦を配置することになり、龍驤と雲揚は長崎港に配置されることになった。
2月28日、副島種臣特命全権大使派遣の為に龍驤と筑波が清まで回航するよう訓令が出された。
3月10日（または3月10日）に同行の筑波と共に品川を出港した。
19日から21日まで鹿児島に寄港し、22日長崎に到着した。
3月28日長崎を出港、31日上海に到着し、4月1日全権大使は上陸した。
4月8日全権大使は筑波に乗艦、龍驤は吃水の関係で12日出港し天津に回航した。
帰国は7月10日芝罘を出港し、
7月15日長崎港に帰着した。
21日から23日に兵庫に寄港し、25日横浜に到着した。
全権大使は26日筑波から退艦、同日夜に
品海へ回航した。
なお『海軍省報告書』によると、清に派遣されていた龍驤と筑波が品川に帰着したのは7月20日になっている。
イタリア国王の甥が横浜に近く来日するため、8月22日に龍驤と日進に横浜回航が命令された。9月15日に横浜を出港し横須賀に回航、、9月18日から入渠して修理を行った。

### 1874年
1874年（明治7年）
2月28日佐賀の乱の鎮圧のために龍驤へ回航命令が出され、征討総督二品親王、東伏見宮嘉彰、陸軍中将山縣有朋、海軍少将伊東祐亨などが乗艦し3月1日横浜港（または品海）を出港し、
4月24日横浜港に帰港した。
6月24日、横須賀での修理が完成し品海に回航した。
また台湾出兵に参加、7月30日、龍驤は清に回航することになり、清国との交渉に派遣された全権大使大久保利通参議の乗艦となった。8月2日横浜港を出港した。なお『恩給叙勲年加算調査』によると8月4日品海を出港、となっている。7日から8日に兵庫で石炭と水を搭載した。10月28日に東部指揮官に隷属となり、11月8日時点で芝罘に停泊していた。11月10日長崎に帰港、11月17日龍驤、東、雲揚、孟春の4隻は長崎を出港し、途中で射撃試験を実行、兵庫、大島に寄港し28日金田湾に入港、29日品海に帰港した。

### 1875年
1875年 (明治8年) 
3月5日、「清輝」の進水式に明治天皇が臨席となり、横浜港から横須賀港まで「龍驤」に乗艦した。
この時「東」「雲揚」が供奉艦として、また「大坂丸」も帯同した。
翌6日の帰途で明治天皇は灯台寮附属の「明治丸」に乗船、「龍驤」「雲揚」が前衛、「東」「大坂丸」が後衛として護衛任務に就いた。
6月30日時点で中艦隊は雲揚、日進、春日、龍驤、東、鳳翔、第一丁卯で編制されていた。
10月28日、艦隊は編制を解かれ、龍驤も艦隊から除かれた。
同日、日本周辺を東部と西部に分け、東部指揮官は中牟田倉之助少将、西部指揮官は伊東祐麿少将が任命され、
龍驤、東、鳳翔、雲揚、富士山、摂津、高雄丸、大坂丸は東部指揮官所轄となった。

### 1876年
ロシア・朝鮮回航
1876年（明治9年）
3月25日、龍驤はロシア・ウラジオストク、ポシェット湾から朝鮮の実地研究を命じられ、
4月13日横浜港を出港、
6月24日長崎に帰着し、7月6日長崎停泊が命じられた。
龍驤は7月27日に横浜港に帰港した。

### 1877年-1879年
大和行幸
1877年（明治10年）に行われた明治天皇の京都・大和行幸では先導供奉艦を務めた。供奉先発として「龍驤」は1月20日午後1時に横浜を出港し、1月24日正午、神戸港に到着した。
西南戦争
ここで西南戦争が起こったために2月9日神戸を出港、「清輝」などと共に700名の巡査隊を鹿児島へ派遣、攻略に参加した。同年10月26日（または8月26日）には暴風のため鹿児島祇園洲で坐洲、キールを破損するなどの被害が出た。同地で修理のを行い、翌1878年（明治11年）5月15日午後6時に離洲し、停泊場に引き出された。7月24日午前6時に「日進」に曳航され鹿児島を出港、相模灘で最合網が切断され、28日夜は金田湾に停泊した。翌29日午前8時58分に横須賀港に到着した。以降横須賀造船所で修理を行った。
修理
1878年（明治11年）8月5日に修理を開始。10月28日、鎮守府所管の龍驤は修復艦に指定された。

### 1880年
1880年（明治13年）
6月19日に試運転を行い、速力約9.5ノットを出した。9月16日に横須賀造船所での修理を完了した。
練習航海
造船所所轄の修復艦だった龍驤は、9月15日遠洋航海中は兵学校に属し、航海練習艦に指定され、9月27日に横須賀造船所から兵学校へ引き渡された。11月15日横須賀港を出港し、品川に回航。12月9日金田湾に回航し、同地を拠点に11日まで周辺を航海、12月22日横須賀港に回航した。

### 遠洋航海（1回目）
少尉候補生を乗せた遠洋練習航海には3回従事した。1881年（明治14年）度では海軍兵学校8期35名を乗せて2月2日に品川を出航、または1月22日横須賀から横浜港に回航し2月2日午前9時35分横浜港を出港した。3月26日シドニーに入港、4月4日同地を出港。4月8日メルボルンに入港、5月14日同地を出港。5月17日タスマニア島ホバートに入港した。6月1日同地を出港し、7月28日横浜に帰着した。カロリン諸島のクサイ島に寄港した際、酋長は「我らは日本人の子孫である」として歓迎したという。

### 1882年
龍驤は1882年（明治15年）2月6日から横須賀造船所で修理を行った。修理は8月15日に完了した。4月7日、兵学校所轄の龍驤は、東海鎮守府の常備艦に指定された。
演習航海
生徒演習のために9月21日品海を出港し九州を航海、11月10日品海に帰着した。
10月12日に中艦隊が再編成され、龍驤も編入された。龍驤は11月22日から12月11日まで横須賀造船所で修理を行った。

### 遠洋航海（2回目）
11月30日航海演習のために龍驤を南アメリカへ航海することを稟議し、12月1日南アメリカ西海岸方面への遠洋航海が令達された（龍驤2回目の遠洋航海の令達）。1883年（明治16年）度では10期27名を乗せて前年の12月27日に品川を出航、または12月19日品海を出港した。龍驤は1883年（明治16年）2月8日午後にウェリントン港に入港した。2月24日午前ウェリントン港を出港し、4月26日チリ・バルパライソ港に入港した。5月3日同地を出港、15日にペルー・カヤオ港に入港した。5月20日同地発、7月3日ホノルル港に入港した。8月5日ホノルル出港し、
9月15日品川に帰着した。このときは初めての南米への遠洋航海であったが、乗員の多くが脚気となり、その後の糧食改善のきっかけとなった。

#### 脚気の惨害
ホノルルに着く頃には全乗組員376人中169人が脚気になり、うち25人が死亡した。特に、チリ～ホノルル間の58日間で150人が罹り、23人が死亡した。ホノルルに着いた龍驤は「ビヤウシヤオオシ　カウカイデキヌ　カネオクレ（病者が多く航海できない。金を送れ）」という電信を日本に送り、脚気患者が治るまで約一か月停泊した。さらに、船内のそれまでの食料品を全て廃棄し、パンおよび新鮮な鳥獣肉や野菜を積み込んだ。日本への帰路では、新たな脚気死者を出すことなく帰港した。この脚気の後日譚については、海軍軍医総監であった「高木兼寛」および軍艦「筑波」の1884年の航海の項目をそれぞれ参照されたし。

### 1883年-1884年
1883年（明治16年）
9月22日、中艦隊から除かれ、東海鎮守府所属の航海練習艦に指定された。12月16日品川を出港して館山湾に回航、同地で大砲射撃を行い、18日横須賀港に入港した。
1884年（明治17年）12月17日、常備艦に指定、中艦隊に編入された。

### 1885年
1885年（明治18年）、甲申政変にて朝鮮水域警備に従事する。3月19日、朝鮮へ向け出港、8月11日から9月11日は対馬警備艦となった。
同年11月3日中艦隊から除かれた。以降龍驤の艦隊編入は無い。11月21日に横須賀鎮守府の航海練習艦となった。

### 遠洋航海（3回目）
3回目は1887年（明治20年）度で13期37名を乗せて2月1日に品川を出航、シンガポール、バタビア、アデレード、メルボルン、シドニー、オークランドを経て9月11日品川に帰着した。

### 1888年
1888年（明治21年）1月28日から6月21日は第3予備艦とされた。

### 砲術練習艦
1888年（明治21年）9月18日に機関が撤去され、係留されたまま砲術練習艦として使用された。
1889年（明治22年）5月28日、砲術練習艦附属とされ、1890年（明治23年）5月13日に砲術練習艦に指定された。
同年8月23日、第三種に編入された。

### 除籍
1893年（明治26年）12月2日、龍驤は第五種（倉庫船、荷船、雑船）に編入、除籍された。龍驤は引き続き横須賀の海軍砲術練習所（海軍砲術学校の前身）で使用された。1894年（明治27年）3月13日、龍驤は海軍砲術練習所附属とされた。
1896年（明治29年）4月1日艦船の分類が変更になり、龍驤は雑役船舟に編入された。1908年（明治41年）4月24日売却訓令、艦首の飾り板と艦尾の文字板は取り外して保管、メインマストは海軍砲術学校で教育材料として陸上に設置された。10月27日売却済みの報告がされた。

## 艦長
※『日本海軍史』第9巻・第10巻の「将官履歴」及び『官報』に基づく。
- 牛島五一郎: - 明治3年12月（1871年1月から2月）[114][115]
- 中島四郎 中佐：明治3年11月28日（1871年1月18日）[116] - 明治4年4月
- （指揮役）瀧野直俊 二等士官：明治3年12月（1871年1月から2月頃） - 明治4年5月（1871年6月から7月頃）
- （副長兼務）伊東祐麿 少佐：明治4年3月13日（1871年5月2日） - 明治5年7月24日（1872年8月27日）[47]
- 相浦紀道 少佐：明治5年7月24日（1872年8月27日）[47] - 1873年3月3日[117]
- 福島敬典 中佐：1873年3月3日[117] - 1882年7月7日
- 伊東祐亨 大佐：1882年7月7日 - 1883年12月15日
- 山崎景則 中佐：1883年12月15日 - 1884年2月8日
- 国友次郎 中佐：1884年2月8日 - 1885年11月7日[118]
- 瀧野直俊 中佐：1885年11月7日 - 1886年5月10日
- 吉島辰寧 大佐：1886年11月22日 - 1887年10月8日
- 木藤貞良 大佐：1887年10月27日[119] -
- 佐藤鎮雄 大佐：1890年5月13日 - 1891年6月17日
- 横尾道昱 大佐：1891年8月28日 - 1892年6月3日
- 日高壮之丞 大佐：1892年6月3日 - 1893年12月2日